# Alphonse Mouzon
Alphonse Mouzon (Charleston, Carolina del Sur; 21 de noviembre de 1948-Granada Hills (Los Ángeles), California; 25 de diciembre de 2016) fue un baterista estadounidense de jazz fusión y el dueño de Tenacius Records, un sello discográfico que liberó inicialmente las grabaciones de Mouzon. Fue compositor, arreglista, productor y actor. fue un baterista de jazz y jazz fusión estadounidense. Él tuvo popularidad en los años 60 y 70.

## Biografía
Alphonse Mouzon, de ascendencia africana, francesa y de la tribu indígena Pies Negros, nació en Charleston, Carolina del Sur en 1948, recibió su primer entrenamiento musical en Bonds-Wilson High School y comenzó sus estudios musicales bajo la dirección del saxofonista Lonnie Hamilton III, al tiempo que recibió lecciones de batería de Charles Garner. Tras su paso por la high school se traslada a Nueva York para estudiar Arte dramático y Medicina, al tiempo que continúa sus estudios musicales con Bobby Thomas así como la batería por el pianista de jazz Billy Taylor. Durante su época de estudiante, Mouzon trabaja en el show Promises, Promises, un musical de Broadway, con el pianista McCoy Tyner en donde es percusionista. Pasó un año como miembro de la banda de jazz fusión Weather Report. Tras su graduación, comienza a trabajar en el Columbia Presbyterian Hospital de Nueva York. Mouzon firmó como artista en solitario con el sello Blue Note en 1972.
En 1969 su reputación como músico es tal que Mouzon abandona la idea de continuar con su carrera en la medicina. A principios de los 70 comienza una serie de colaboraciones con algunos de los más importantes músicos de jazz y jazz fusión del mundo, como Tim Hardin (Bird on a Wire), Gil Evans (Gil Evans), Weather Report (Weather Report), Norman Connors (Dance of Magic), John Klemmer (Magic and Movement), o Teruo Nakamura (Unicorn). En 1972 inaugura su carrera en solitario con The Essence of Mystery, un álbum que es seguido por Funky Snakefoot, de 1973. Junto con Larry Coryell funda en 1974 The Eleventh House, una de las bandas seminales del jazz fusión con la que permanece hasta su disolución. En 1975 ingresa en el Lee Strausberg Institute for Actors de Hollywood y mucho más tarde —de 1997 en adelante— Mouzon retoma sus estudios en el ámbito de la interpretación bajo la dirección de Susan Ricketts primero y de Don Pitts más tarde.
El músico continúa con sus colaboraciones y sus grabaciones en solitario hasta que en 1992 funda su propia compañía discográfica, con el nombre de Tenacious Records. En 1998, tiene lugar una reunión de los antiguos miembros de The Eleventh House, y desde entonces Alphonse Mouzon ha alternado sus trabajos discográficos con sus apariciones en películas como First Daughter (Forest Whitaker, 2004) o That Thing You Do! (Tom Hanks, 1996), The Dukes (Robert Davi y Chazz Palminteri, 2007) o el corto Begleiter (Dan Margules, 2008) En los últimos años, Alphonse Mouzon continúa editando sus propios álbumes y efectuando giras por Europa y Estados Unidos al frente de distintas formaciones —tríos, cuartetos o quintetos— bajo su nombre.

## Estilo y valoración
Baterista, compositor y productor musical de gran talento e inconfundible estilo, Alphonse Mouzon es, junto a Billy Cobham, uno de los bateristas que contribuyeron a la constitución y establecimiento definitivo del jazz fusión en la década de 1970. Músico de probada versatilidad, Alphonse Mouzon no se limitó a trabajar con algunas de las más importantes figuras del jazz fusión a nivel mundial, sino que también apareció junto a artistas de la talla de Stevie Wonder, Eric Clapton, Jeff Beck, Carlos Santana, Patrick Moraz, Tommy Bolin, o Chubby Checker.
Mouzon tocó en una grabación con Albert Mangelsdorff (trombón) y Jaco Pastorius (bajo), llamada Trilogue. Grabada originalmente en 1976 y reliberada en 2005 siendo esta presentación en 6 de noviembre de 1976 en the Berlin Jazz Days (Los días del jazz en Berlín).
En 2014, Mouzon fue invitado por el productor Gerry Gallagher para grabar un disco con la legendaria banda de rock latina El Chicano así como David Paich, Brian Auger, Alex Ligertwood, Ray Parker Jr., Lenny Castro, Vikki Carr, Pete Escovedo, Peter Michael Escovedo, Jessy J, Marcos Reyes, Salvador Santana y Spencer Davis tocando sus baterías en dos tracks: "Make Love" (Hacer el Amor) y "The Viper" (La Víbora), que forman parte de más reciente álbum de estudio de Gallagher el cual será liberado en el 2017.

## Colaboraciones
La lista de músicos para los que Alphonse Mouzon grabó o con quienes colaboró es enorme. Entre los músicos de jazz y jazz fusión con quienes ha trabajado se encuentran McCoy Tyner, Weather Report, Larry Coryell, Joe Bagg, Victor Bailey, Gil Evans, Roy Ayers, Roy Ayers, George Benson, Herbie Hancock, Dizzy Gillespie, Stanley Clarke, Al Di Meola, Les McCann, Ronnie Laws, Klaus Doldinger, Jaco Pastorius, Ron Carter, Nathan East, Cecil McBee, Albert Mangelsdorff, Joachim Kuhn, Jasper van't Hof, Michel Legrand, Stanley Turrentine, Freddie Hubbard, Hubert Laws, Donald Bird, Chet Baker, Randy Brecker, Michael Brecker, Ernie Watts, Sonny Rollins, Wallace Roney, Arturo Sandoval, Christian McBride, Kenny Barron, Cedar Walton, George Coleman, John Klemmer, Billy Harper, Dave Grusin, Russ Freeman, George Howard, Kirk Whalum, Jeff Lorber, Kenny G., Joanne Brackeen, Horace Parlan, Robin Kenyatta, Ross Carnegiea, Roberta Flack, Sheila E., Celia Cruz, Gloria Lynn, Gloria Coleman, Denise Williams, Freda Payne, Shirley Scott, Anita O'Day, Betty Davis, Lee Ritenour, David Beniot, Gerald Albright, Sam Riney, Brandon Fields, Greg Karukas, Dave Koz, Richard Elliot o Miles Davis.  En el mundo del pop y del rock ha colaborado con Stevie Wonder, Eric Clapton, Jeff Beck, Carlos Santana, Patrick Moraz, Tommy Bolin, o Chubby Checker.

## Problemas de salud y muerte
El 7 de septiembre de 2016, se le hizo el diagnóstico de carcinoma neuroendocrino, una forma rara de cáncer. Alphonse Mouzon falleció el 25 de diciembre de 2016, de un paro cardíaco tras una lucha contra el cáncer a la edad de 68 años, en Granada Hills (Los Ángeles), California.

## Discografía

### Como líder
- The Essence of Mystery (Blue Note, 1972)
- Funky Snakefoot (Blue Note, 1974)
- Mind Transplant (Blue Note, 1974)
- The Man Incognito (Blue Note, 1975)
- Virtue, 1976
- Back Together Again, 1977
- In Search of a Dream, 1978
- Baby Come Back, 1979
- By All Means, 1980
- Morning Sun, 1981
- Step Into the Funk, 1982
- The Sky is the Limit, 1985
- Back to Jazz, 1985
- Eleventh House, 1985
- Love Fantasy, 1987
- Early Spring, 1988
- As You Wish, 1989
- The Survivor, 1992
- On Top of the World, 1994
- The Night is Still Young, 1996
- Absolute Greatest Love Songs & Ballads, 1998
- Live in Hollywood, 2001
- Jazz in Bel-Air, 2008

### Comosideman
Con Donald Byrd
- Caricatures (1976)

Con Herbie Hancock
- Mr. Hands (1980)
- Monster (1980)
- Magic Windows (1981)
- Direct Step (1978)

Con Bobbi Humphrey
- Dig This! (1972)

Con Joachim Kühn
- Hip Elegy (1975)

Con McCoy Tyner
- Sahara (1972)
- Song for My Lady (1972)
- Song of the New World (1973)
- Enlightenment (1973)

Con Wayne Shorter
- Odyssey of Iska (1971)

Con Weather Report
- Weather Report (1971)

Con Eugene McDaniels
- Headless Heroes Of The Apocalypse (1971)

Con Betty Davis
- Hangin' Out In Hollywood / Crashin' from Passion (1976/1995/1996)

Con MOUZON (Alphonse Philippe Mouzon)
- The Main Attraction" (2010)

Con Infinity
- Now (1990)

Con Arild Andersen
- Molde conCert (1981)

Con Doug Carn
- Spirit of the New Land (1972)

Con Norman Conners
- Dance of Magic (1973)

Con Willie Colón
- El Baguiné de Angelitos Negros (1977)

Con Larry Coryell
- Introducing The Eleventh House (1973)
- Live At Montreux (1974)
- Level One (1974)
- Planet End (1975)
- The Coryells (1999)

'Con Al Di Meola'
- Land of the Midnight Sun (1976)

Con Tosten De Winkel
- Mastertouch (1992)

Con Miles Davis
- Dingo (1990)

Con Gil Evans
- Blues in Orbit (1969)

Con Roberta Flack
- Feel Like Making Love (1974)

Con Fania All-Stars
- Fania All-Stars - Live (1978)

Con Carlos Garnett
- The New Love (1976)

Con George Gruntz
- Palais Anthology (1975)

Con Tim Harden
- Bird on a Wire' (1971)

Con Miki Howard
- Three Wishes (2001)

Con Paul Jackson
- Black Octopus (1978)

Con Paul Jackson, Jr
- Never Alone (1996)

Con Alphonso Johnson
- Moonshadows (1976)